# Lijst van afleveringen van Klaas kan alles (seizoen 5)
Dit is een lijst van afleveringen van Klaas kan alles seizoen 5. In de schema's staan de opdrachten weergegeven, het resultaat en notities.

## Afleveringen

### Aflevering 1
Uitzenddatum: 5 oktober 2019
In de eerste aflevering van dit seizoen zat geen duel. In plaats daarvan werd een compilatie getoond van de YouTube-serie Klaas Crosst.
| Item                                                 | Geslaagd? | Notities |
| ---------------------------------------------------- | --------- | --- |
| Bijna onmogelijke missie: auto optillen en weggooien | Ja        | Om deze eerste missie van het vijfde seizoen uit te voeren, ging Klaas eerst op bezoek bij Alex Moonen. De krachtsporter slaagde erin om een auto op te tillen, maar Klaas kreeg hem niet van de grond. Direct daarna ging Klaas langs bij werktuigbouwkundige Minke Berghuis van de Universiteit van Twente. Zij legde Klaas uit hoe hij een auto zou kunnen optillen met behulp van het hefboomprincipe. Met behulp van een metalen balk kreeg Klaas de auto los van de grond, maar hij kon hem er niet mee weggooien. In een poging dit wel voor elkaar te krijgen, reisde Klaas af naar Oakland. Hier stond de zogeheten Eagle Prime; een gigantische gevechtsrobot die veel in shows werd gebruikt. Klaas slaagde erin een auto op te tillen. Weggooien lukte niet, maar de missie werd wel voor geslaagd verklaard. |
| Bijzonder beroep: concertfotograaf                   | Ja        | Klaas liep een dag mee met fotograaf Raymond van Olphen, die aan het fotograferen was op Pinkpop 2019. Hij kreeg de opdracht om foto's te maken die geschikt waren voor publicatie op de website van NPO 3FM. Dit werd beoordeeld door radio-dj Frank van der Lende. Hij koos uiteindelijk één foto van Klaas uit die geschikt was. |

### Aflevering 2
Uitzenddatum: 12 oktober 2019
| Item                                                              | Geslaagd? | Notities |
| ----------------------------------------------------------------- | --------- | --- |
| Bijna onmogelijke missie: ontsnappen uit een hoog brandend gebouw | Ja        | Klaas ging eerst langs bij een duo vuurexperts waarmee hij toonde welke kleding sneller vlamvatte. Zo liep hij met een speciaal brandvertragend pak door een inferno heen. Vervolgens deed hij mee aan een brandweeroefening bij de brandweer van Twente. Om de opdracht uit te voeren ging Klaas naar Rotterdam, waar een gebouw vol rook stond. Binnen de voor een brand cruciale tijdslimiet van drie minuten moest hij uit het gebouw zien te ontsnappen door bij een daar aangebrachte Escape chute zien te komen en naar beneden te glijden. Het lukte hem om binnen de tijd buiten te staan. |
| Bijzonder beroep: showworstelaar                                  | Ja        | Voor dit beroep reisde Klaas af naar Las Vegas. Hij trainde samen met een groep professioneel worstelaars onder leiding van Nicholas Cvjetkovich. Later in de uitzending deden ze gezamenlijk een opvoering. Klaas slaagde in zijn missie. |

### Aflevering 3
Uitzenddatum: 19 oktober 2019
| Item                                                                       | Geslaagd? | Notities |
| -------------------------------------------------------------------------- | --------- | --- |
| Bijna onmogelijke missie: hartslag constant houden in stressvolle situatie | Nee       | Als introductie op dit onderwerp maakte Klaas een rit in de Fury, die bekendstaat als snelste achtbaan van de Benelux. Zijn hartslag ging aanzienlijk omhoog. Om te trainen zijn hartslag stabiel te houden, ging Klaas een rit maken in de zogeheten Neurotransmitter 3000, een speciaal apparaat dat zijn snelheid automatisch aanpaste aan de hartslag. Hoe lager de hartslag, hoe harder de attractie zou gaan. Zo zou er geoefend kunnen worden met de hartslag laag te houden. Met vervolgens nog een aantal tips van een mindfulnesstrainer op zak reisde Klaas uiteindelijk af naar Wales voor het slot van deze missie. Hij ging naar Penrhyn Quarry, een steengroeve waar overheen de langste zipline ter wereld was uitgezet. Met een snelheid van 200 km/h ging hij hier vanaf en de bedoeling was om zijn hartslag laag te houden. Dit lukte hem niet. |
| Duel tegen BN'er: eFoilen tegen Joshua Nolet                               | Nee       | Na vier seizoenen duels tegen professionals nam Klaas het dit seizoen op tegen BN'ers. Het eerste duel was tegen Joshua Nolet, bekend als leadzanger van Chef'Special. De wedstrijd bestond uit een waterparcours dat moest worden afgelegd op een eFoil; een elektrisch surfboard. Na een training legden Nolet en Klaas afzonderlijk van elkaar deze route af. Nolet ging als eerste en deed 2'12" minuut over het parcours. Klaas had 2'38" minuut nodig en verloor daarmee dit duel. |
| Bijzonder beroep: brugwachter                                              | Ja        | In Abcoude nam Klaas voor één dag de rol van brugwachter op zich. Hij moest langs de vier bruggen van het dorp fietsen om deze op tijd te openen en te sluiten voor de scheepvaart, respectievelijk het wegverkeer. Hij slaagde. |

### Aflevering 4
Uitzenddatum: 26 oktober 2019
| Item                                                                                                   | Geslaagd? | Notities |
| --- | --------- | --- |
| Bijna onmogelijke missie: op natuurlijke kracht sneller dan een toeristenvoertuig zonder moe te worden | Ja        | Om deze missie te beginnen reisde Klaas eerst af naar Den Helder, waar hij een door de Hogeschool van Amsterdam ontwikkelde tegenwindauto uitprobeerde. Deze kwam vooruit, maar kwam na verloop van tijd stil te staan en bereikte de snelheid van een toeristenvoertig (20 km/h) niet. Vervolgens probeerde Klaas het uit met horseboarding. Hierbij hing hij met een mountainboard achter een paard dat hem voorttrok. Hij ging hard genoeg, maar omdat hij moe werd, bleek ook dit niet de juiste methode. Succes werd er uiteindelijk behaald met een boot op zonne-energie, ontwikkeld door de TU Delft. Hiermee ging Klaas een race aan tegen iemand die op een Segway meereed. Na een aanvankelijk moeilijke start wist Klaas langszij te komen en bereikte hij de finish net iets eerder dan dit toeristenvoertuig. |
| Duel tegen BN'er: karaoke tegen Emma Wortelboer                                                        | Ja        | Klaas ging een zangduel aan tegen presentatrice Emma Wortelboer. Hiervoor maakten ze beiden gebruik van Auto-Tune. Ze traden afzonderlijk van elkaar op tijdens de ouderenmiddag op de Rijnweek in Rhenen. Het optreden van Klaas haalde het meeste applaus bij het publiek. Hiermee slaagde Klaas er voor het eerst in bijna twee jaar weer in om een duel te winnen. |
| Bijzonder beroep: movie tourguide                                                                      | Ja        | Voor dit beroep deed Klaas mee met een tweetal gidsen die toeristen meenamen langs allerlei filmlocaties in San Francisco. Hij slaagde in zijn taak. |

### Aflevering 5
Uitzenddatum: 2 november 2019
| Item                                                                   | Geslaagd? | Notities |
| ---------------------------------------------------------------------- | --------- | --- |
| Bijna onmogelijke missie: auto blijven rijden tijdens een overstroming | Ja        | Als inleiding volgde Klaas een slipcursus bij GT3-coureur Indy Donje. Maar daarmee zou Klaas het niet redden tijdens een serieuze overstroming. Hij reisde af naar de proeftuin van de TU Delft, die was ingericht om proeven te doen op het gebied van overstromingen. Hier werd de zogenaamde kamfibie naartoe gehaald; een amfibievoertuig. Om hier echter mee vooruit te komen was er een extra buitenboordmotor nodig. De oplossing van deze missie vond Klaas uiteindelijk in San Francisco, waar een uitvinder een DeLorean-hovercraft had gebouwd, gebaseerd op de DeLorean DMC-12 bekend van de filmserie Back to the Future. Hiermee kon over de baai van San Francisco worden gereden en de missie was geslaagd. |
| Duel tegen BN'er: koken met één hand tegen Klaas van der Eerden        | Ja        | Klaas ging een kookduel aan tegen presentator Klaas van der Eerden. Hun opdracht was om een pasta carbonara klaar te maken. Hierbij mochten ze echter maar één hand gebruiken. Om hun werk toch goed te kunnen doen, hadden ze een grote serie gadgets ter beschikking. Klaas wist het duel tegen zijn naamgenoot te winnen; zijn pasta was beter gelukt. |
| Bijzonder beroep: beiaardier                                           | Ja        | Na een korte oefening trachtte Klaas de hit Hoe het danst te spelen op het carillon van de Amersfoortse Onze Lieve Vrouwetoren, samen met een professionele beiaardier. Het lukte hem. |

### Aflevering 6
Uitzenddatum: 16 november 2019
| Item                                                        | Geslaagd? | Notities |
| ----------------------------------------------------------- | --------- | --- |
| Bijna onmogelijke missie: uit handen van de politie blijven | Nee       | Een introductie werd gedaan met een opsporingsduo uit het AVROTROS-programma Hunted. Ze spoorden Klaas op die nietsvermoedend op een terras zat en lieten hem zien hoe mensen worden opgespoord. Voor de tweede deelstap reisde Klaas af naar Las Vegas. Hier werd hij achtervolgd door een voormalig politieagent in een auto. Deze agent zou een zogeheten pit manoeuvre bij Klaas uitvoeren waardoor zijn auto met een spin tot stilstand gebracht werd. Hierop kon hij aangehouden worden. Terug in Nederland probeerde Klaas zijn missie tot een goed einde te brengen door een parcours te lopen waarbij hij uit handen moest blijven van het drone-team van de politie. Hij had enkele gadgets mee zichzelf te verbergen en om de politie te verleiden. Na een uur moest hij zich op het eindpunt melden. Zo ver kwam het echter niet: na 40 minuten op het parcours werd Klaas gevonden en aangehouden. |
| Duel tegen BN'er: landpaddling tegen Tim Senders            | Ja        | Na een korte training gingen de beide presentatoren een parcours landpaddlen. Aanvankelijk nam Senders de leiding, maar toen hij een bocht verkeerd nam, wist Klaas langszij te komen. Hij gaf deze voorsprong niet meer uit handen en won het duel. |
| Bijzonder beroep: bloemencorsobouwer                        | Ja        | In Zundert ging Klaas aan de slag als bloemencorsobouwer. Hij plakte bloemen op een wagen voor het Bloemencorso Zundert. Nadien ging hij ook mee in de optocht om de wagen te helpen duwen. De missie slaagde. |

### Aflevering 7
Uitzenddatum: 23 november 2019
| Item                                                       | Geslaagd? | Notities |
| ---------------------------------------------------------- | --------- | --- |
| Bijna onmogelijke missie: selfie versturen zonder internet | Ja        | Voor het welslagen van deze missie gold de voorwaarde dat de selfie binnen 15 seconden over een afstand van 400 meter bezorgd moest worden. In een eerste poging dit voor elkaar te krijgen, reisde Klaas af naar Grave om zijn selfie met een kanon over de Maas heen te schieten. Deze methode slaagde niet. Een tweede poging ondernam Klaas bij de Technische Universiteit Eindhoven. Met een BlueJay drone probeerde hij een selfie te bezorgen. Deze was bleek echter niet in staat om 400 meter af te leggen, laat staan in 15 seconden. De laatste ultieme poging ondernam Klaas op het TT-Circuit Assen. Hier scheurde hij in een dragraceauto in een poging zijn selfie binnen 15 seconden 400 meter te verplaatsen. Dit lukte en de missie was geslaagd. |
| Duel tegen BN'er: klimmen tegen Thomas van der Vlugt       | Nee       | Het duel tegen Thomas van der Vlugt werd opgenomen bij de 37 meter hoge klimtoren in Groningen, de hoogste vrijstaande klimmuur van Europa. Met behulp van een touwbrommer moesten de beide mannen deze toren beklimmen. Op het klimparcours hingen echter ook een aantal puzzelstukken. Bij aankomst bovenaan de klimtoren moest deze puzzel gemaakt worden. Klaas was als eerste boven, maar maakte een fout met de puzzel waardoor tegenstander Van der Vlugt hem wist te kloppen en het duel voor hem wist te winnen. |
| Bijzonder beroep: culinair recensent                       | Ja        | In het bijzondere beroep van deze week ging Klaas aan de slag als culinair recensent. Hij kreeg een aantal gangen te eten en moest hier een mening over geven. De missie slaagde. |

### Aflevering 8
Uitzenddatum: 30 november 2019
| Item                                                                            | Geslaagd? | Notities |
| ------------------------------------------------------------------------------- | --------- | --- |
| Bijna onmogelijke missie: iets laten bewegen door alleen het brein te gebruiken | Ja        | Om te beginnen leerde Klaas een serie goocheltrucs van illusionist Niels Houtepen waarmee zogenaamd iets in beweging werd gezet door gedachtenkracht. In werkelijkheid gebeurde dit echter niet echt. Vervolgens bracht Klaas een bezoek aan de start up Mindaffect in Nijmegen. Hier leerde hij op gedachtenkracht tekst te typen en het licht te bedienen. Iets in beweging brengen lukte er echter niet mee. De missie kwam echter tot een goed einde bij de Universiteit van Amsterdam, waar een systeem werd ontwikkeld waarmee Klaas een vliegende drone kon laten draaien op gedachtenkracht. Dit lukte hem en de missie slaagde. |
| Duel tegen BN'er: pottenbakken tegen Fien Vermeulen                             | Ja        | Het duel van deze aflevering was tegen radiopresentatrice Fien Vermeulen. Samen gingen ze pottenbakken, met behulp van een speciale pottenbakrobot. De opdracht was om een zo mooi mogelijke vaas te maken. Klaas wist het duel te winnen. |
| Bijzonder beroep: navigator                                                     | Ja        | Na een korte stoomcursus van professioneel rallynavigator Wouter de Graaff ging Klaas mee als navigator in de auto van rallycoureur Sascha Bloemhoff. Samen legden ze op hoge snelheid een offroad parcours af. Weliswaar met enige moeite slaagde Klaas in zijn taak. |

### Aflevering 9
Uitzenddatum: 7 december 2019
| Item                                                                      | Geslaagd? | Notities |
| ------------------------------------------------------------------------- | --------- | --- |
| Bijna onmogelijke missie: in de huid kruipen van een personage uit Penoza | Ja        | Klaas reisde aan het begin van deze missie af naar Woudrichem waar de SBS6-serie Dokter Tinus van SBS6 werd opgenomen. Hier kreeg hij acteerles van Thom Hoffman. Vervolgens liet hij zich door een grimeur transformeren naar het Berry Reitens uit Penoza. Echter vond tegenspeler Monic Hendrickx (vertolker Carmen van Walraven) de transformatie niet geloofwaardig genoeg. Met behulp van deepfake wist hij zijn missie echter alsnog met succes te volbrengen. Hierbij werd het spel van Klaas samengetrokken met gezicht van Carmen van Walraven en deze video werd getoond aan een publiek. In meerderheid vond dit publiek het spel geloofwaardig genoeg. |
| Duel tegen BN'er: metselen tegen Kees Tol                                 | Ja        | In het duel van deze aflevering nam Klaas het op tegen presentator Kees Tol. Ze moesten een zo goed mogelijke muur metselen. Hierbij maakten ze gebruik van een HoloLens die de te metselen muur weergaf. Klaas wist het duel te winnen. |
| Bijzonder beroep: sjorder                                                 | Ja        | Klaas ging één dag aan de slag als sjorder in de haven van Rotterdam. Hij oefende in het vastzetten van containers met scheepsladingen en deed dit vervolgens op een echt schip. Hij slaagde. |

### Jubileumuitzending 5 jaar Klaas Kan Alles
In deze speciale uitzending ter gelegenheid van vijf jaar Klaas kan alles kreeg Klaas de kans om enkele missies die niet slaagden opnieuw te doen.
Uitzenddatum: 11 januari 2020
| Item                                                                    | Geslaagd? | Notities |
| ----------------------------------------------------------------------- | --------- | --- |
| Bijna onmogelijke missie: zonder zuurstof 150 meter onder water zwemmen | Nee       | Dit was een revanche van de missie uit het tweede seizoen. Hier probeerde Klaas op één hap lucht 150 meter onder water te zwemmen met behulp van een onderwaterscooter. Hij kwam destijds echter niet verder dan 120 meter waardoor de missie mislukte. Daarom probeerde Klaas het dit keer opnieuw. Hij had nu een snellere onderwaterscooter ter beschikking. Dit keer kwam hij 130 meter ver, maar dat was nog steeds niet voldoende om de missie te doen slagen. |
| Duel tegen BN'er: sneeuwballen gooien tegen Stefan Groothuis            | Nee       | Het duel was een revanche in het sneeuwballen gooien. Tijdens de winterspecial probeerde Klaas de Europees kampioen Yugigassen, de Fin Jonne Soppela, te verslaan. Dit lukte hem toen niet. Dit keer nam Klaas het op tegen Stefan Groothuis. Ook nu had hij geen succes. |
| Bijzonder beroep: Meester Patissier                                     | Ja        | Na twee mislukte revanches had Klaas zijn eerste succes in het bijzondere beroep van deze aflevering. Hij ging op bezoek bij Robèrt van Beckhoven om samen met hem een chocoladetaart te maken voor het vijfjarig jubileum van Klaas kan alles. Met dat Klaas slaagde in zijn opdracht, waren alle bijzondere beroepen van dit seizoen geslaagd. |
| Bijna onmogelijke missie: een autobrand uitblazen                       | Ja        | In het tweede seizoen trachtte Klaas een autobrand uit te blazen. Dit lukte hem toen niet, maar in dit item zou hij een herkansing krijgen. Dit keer ging hij aan de slag met vloeibare stikstof. Er werd een constructie in de auto gezet die stikstof over kokend water heen zou gieten. De enorme hoeveelheid damp die hierbij vrij zou komen, zou de vlammenzee verstikken. Hiermee slaagde Klaas er inderdaad in om het vuur uit te krijgen.                    |

## Statistieken
| Type opdracht            | Aantal geslaagd | Slagingspercentage |
| ------------------------ | --------------- | ------------------ |
| Bijna onmogelijke missie | 8/11            | 72,7%              |
| Duel tegen BN'er         | 5/8             | 62,5%              |
| Bijzonder beroep         | 10/10           | 100,0%             |
| Totaal                   | 23/29           | 79,3%              |